# تفجيرات الضفة الغربية (يونيو 1980)
كانت تفجيرات الضفة الغربية في يونيو 1980 عبارة عن سلسلة من التفجيرات التي نفذها المستوطنون الإسرائيليون ضد رؤساء البلديات الفلسطينيين في مدن الضفة الغربية في 2 يونيو 1980. تم تفجير ثلاث سيارات مفخخة، مما أدى إلى إصابة رئيسي بلديتي نابلس ورام الله بجروح خطيرة.

## الخلفية والمقدمة

### خلفية
في أعقاب حرب 1967، بدأت دولة إسرائيل احتلال الضفة الغربية الفلسطينية. وكجزء من الاحتلال، شجعت الحكومة الإسرائيلية إنشاء المستوطنات الإسرائيلية في الضفة الغربية، في انتهاك صارخ للقانون الدولي. وفي عام 1976، أجريت انتخابات بلدية في كافة أنحاء الضفة الغربية، على أمل أن تؤدي هذه الانتخابات إلى تهدئة الاضطرابات. ومع ذلك، فاز الوطنيون الفلسطينيون المؤيدين لمنظمة التحرير الفلسطينية في معظم المسابقات.

### مقدمة
في 2 مايو 1980، وقع هجوم الخليل 1980، حيث تعرضت مجموعة من طلاب المدرسة الدينية في أوائل العشرينيات من العمر لكمين من قبل مسلحين من فتح أثناء عودتهم من صلاة في الحرم الإبراهيمي. قُتل ستة فلسطينيين وجُرح عشرون آخرون، في واحدة من أسوأ الهجمات في الضفة الغربية منذ بدء الاحتلال الإسرائيلي في عام 1967. وفي أعقاب الهجوم، طردت سلطات الاحتلال الإسرائيلي رئيسي بلديتين فلسطينيتين في الضفة الغربية، هما فهد القواسمي من الخليل، ومحمد ملحم من حلحول، وأبعدتهما عن فلسطين، متهمة إياهما بالتحريض على الهجوم. وقد أصدر مجلس الأمن التابع للأمم المتحدة بالإجماع قرارًا يدين عمليات الطرد باعتبارها غير قانونية، ولم تمتنع عن التصويت سوى الولايات المتحدة. وقد أدى الهجوم والطرد الذي تلاه إلى زيادة التوترات في الضفة الغربية بشكل كبير.

## تاريخ

### التفجيرات
في الثاني من يونيو/حزيران 1980، انفجرت سلسلة من السيارات المفخخة في وقت واحد في الضفة الغربية. وقد أصيب رئيس بلدية نابلس بسام الشكعة ورئيس بلدية رام الله كريم خلف بجروح خطيرة نتيجة القصف، حيث فقد خلف ساقه وفقد الشكعة ساقيه. واستهدفت قنبلة أخرى مدرسة عربية في الخليل، ما أدى إلى إصابة سبعة أشخاص. وبعد أن أمرت سلطات الاحتلال الإسرائيلي بتفتيش سيارات جميع رؤساء البلديات في الضفة الغربية، أصيب ضابط شرطة درزي إسرائيلي يدعى سليمان الحرباوي بعمى دائم أثناء محاولته تفكيك قنبلة رابعة استهدفت رئيس بلدية البيرة.

### التحقيقات
وفي الخامس من يونيو/حزيران، اعتقلت الشرطة الإسرائيلية مساعدا للحاخام والسياسي اليميني المتطرف مائير كاهانا لاستجوابه بشأن التفجيرات. في نفس اليوم، وفي المؤتمر السنوي المائة لمنظمة العفو الدولية، صرح رئيس الوزراء الإسرائيلي مناحيم بيجن بأن إسرائيل لا ينبغي أن تضغط من أجل العثور على مرتكبي التفجيرات بسرعة، قائلاً إن الأمر قد يستغرق بعض الوقت.
وفي أغسطس/آب 1980، نشرت صحيفة واشنطن ستار الأميركية مقالاً زعمت فيه أن بيجين حاول عرقلة التحقيق في التفجيرات. وقد نفى مدير جهاز الأمن الداخلي (الشين بيت) هذه الاتهامات، كما فعل بيغن نفسه. وبعد ذلك، قام النائب العام الإسرائيلي إسحاق زامير بفتح تحقيق ضد كاتب المقال، وهو صحفي إسرائيلي، بتهمة انتهاك قوانين الرقابة العسكرية الإسرائيلية. كما زعمت عضو الكنيست عن حزب راتز، شولاميت ألوني، أن الحكومة الإسرائيلية تدخلت في التحقيقات، حيث قالت للصحافي الأمريكي روبرت فريدمان إن قائمة المشتبه بهم المحتملين المرتبطين بحركات اليمين المتطرف التي كشف عنها الصحفي الإسرائيلي داني روبنشتاين قد سُلمت إلى الحكومة، "لكن الحكومة لم ترغب أبدًا في فعل أي شيء حيال ذلك".
اعتقل نائب رئيس بلدية مستوطنة كريات أربع الإسرائيلية السابق زئيف فريدمان ورئيس الأمن السابق للمستوطنة موشيه روزنثال في أوائل عام 1983 بتهمة تدمير الأدلة المرتبطة بالتفجيرات. وفي عام 1982، تم اكتشاف متفجرات ملفوفة في صحف من تاريخ الهجوم ومخبأة في كريات أربع، وقام فريدمان وروزنتال بتدمير المتفجرات بدلاً من تسليمها للشرطة الإسرائيلية. وزعم فريدمان أنه فعل ذلك لحماية سمعة التسوية، وليس للتلاعب بالأدلة.

### التجارب
وفي يونيو/حزيران 1984، أُلقي القبض على ضابطين من قوات الاحتلال الإسرائيلية فيما يتصل بالتفجيرات. اتُهم الرائد شلومو ليفاتان بزرع سيارات مفخخة، كما اتُهم الكابتن أهارون جيلا بإرشاد رئيس بلدية البيرة إلى السيارة التي كان يعلم أنها مفخخة. وادعى جيلا أنه لم يكن على علم بوجود قنبلة مزروعة، وادعى أنه لم يكن ليدخل المرآب حيث كانت السيارة مع الحرباوي لو كان يعلم بوجود قنبلة. وزعم الحرباوي أن جيلا لم يدخل المرآب معه في الواقع، بل بقي بدلاً من ذلك في سيارة جيب بالخارج.
وأعلنت الشرطة الإسرائيلية عن اسمين آخرين مشتبه بهما في القضية، هما يوسي إندور وإيرا رابابورت. وكان يشتبه في أن إندور، وهو مستوطن من عوفرا، هارباً داخل إسرائيل، في حين كان من المعروف أن رابابورت، وهو مستوطن أميركي إسرائيلي، كان موجوداً في الولايات المتحدة في الوقت الذي صدرت فيه مذكرة الاعتقال. وُلِد رابابورت في فلاتبوش، مدينة نيويورك، وكان مشاركًا سابقًا في حركة الحقوق المدنية الأمريكية. هاجر إلى إسرائيل بشكل دائم في عام 1971، وتم تجنيده في المنظمة اليهودية السرية من قبل صهره يهودا عتصيون. في ديسمبر 1986، سلم رابابورت نفسه طواعية للشرطة الإسرائيلية في مطار بن جوريون. وأُدين بعد ذلك بتهمة التورط في التفجيرات بتهمة الاعتداء المشدد والانتماء إلى منظمة إرهابية، وحُكم عليه بالسجن لمدة 30 شهرًا. بعد صدور الحكم عليه، صرح رابابورت أن السجن كان "ما يسمى معاناة من أجل حب إسرائيل" وبرر التفجيرات بأنها ضرورية للقانون والنظام، قائلاً إنها "أدت بلا شك إلى وقت سلمي للغاية خلال العام والنصف التاليين".

## ردود الفعل

### في إسرائيل
ووصف رئيس الوزراء الإسرائيلي مناحيم بيجين التفجيرات بأنها "جرائم من أسوأ الأنواع". ومع ذلك، رفض بيجين الدعوات إلى نزع سلاح حركة غوش إيمونيم الأصولية المؤيدة للاستيطان. اتهم رئيس بلدية القدس تيدي كوليك بيجين بدعم التفجيرات "فلسفيًا"، قائلًا: "على الرغم من معارضة الحكومة الشديدة لهذا، إلا أنكم تتمتعون بدعمهم الفلسفي، وبالتالي لا يمكنكم فصله عن الأفعال". وردًا على ذلك، اتهم رئيس حزب الليكود أبراهام شارير كوليك بتشويه سمعة بيجين وتقديم المساعدة لمنظمة التحرير الفلسطينية.
أعرب السياسي والحاخام حاييم دروكمان من الحزب الديني القومي عن دعمه للتفجيرات، وهي الخطوة التي انتقدها زميله عضو الكنيست في الحزب الديني القومي ديفيد جلاس. في عام 1984، وصف وزير العلوم يوفال نعمان التفجيرات بأنها "عمل غير قانوني"، ولكنها أيضاً "اعتداء على أفراد كانوا مسؤولين في ذلك الوقت عن التحريض"، مضيفاً أن "الحقيقة هي أنه بعد تعرضهم للهجوم، والذي، بالمناسبة، لم يتسبب في الوفاة، لم نسمع مرة أخرى عن لجنة الإرشاد الوطني ".
صرح عضو الكنيست عن حزب العمل يوسي ساريد بأن التفجيرات "بددت أي وهم بأن إسرائيل قادرة على الحفاظ على سيطرتها على الأراضي التي تديرها إلى أجل غير مسمى".

### في فلسطين
ردًا على التفجيرات، تم إعلان الإضراب العام في جميع أنحاء الضفة الغربية. وتحركت القوات الإسرائيلية لمنع الإضراب، وأمرت المحلات التجارية في الضفة الغربية بالبقاء مفتوحة تحت تهديد السجن، وقامت بتفريق الاحتجاجات المتجمعة، بما في ذلك واحدة خارج المستشفى حيث كان الشكعة يتلقى العلاج. أصيب ثلاثة شبان فلسطينيين برصاص قوات الاحتلال الإسرائيلي أثناء محاولتهم إزالة حاجز على الطريق.
واستقال رئيس بلدية بيت لحم إلياس فريج وبقية أعضاء مجلس المدينة احتجاجاً على التفجيرات، كما فعل مجلس مدينة غزة ورئيس بلدية غزة رشاد الشوا.

### دوليا
ودعا رئيس المنظمة الصهيونية العالمية أرييه دولزين إلى "العثور على مرتكبي التفجيرات ومعاقبتهم بشدة"، وصرح بأن الإسرائيليين واليهود لن يحتفلوا بالهجمات ضد الفلسطينيين، على عكس الفلسطينيين الذين يستجيبون للهجمات ضد الإسرائيليين. وقد أدان بيرترام جولد من اللجنة اليهودية الأميركية الهجوم، وصرح بأن "دائرة العنف المأساوية لن تنكسر حقاً إلا عندما تتخلى منظمة التحرير الفلسطينية وأنصارها في العالم العربي عن الإرهاب، وتتقدم الدول العربية المجاورة للتفاوض على السلام الحقيقي مع إسرائيل".
في الخامس من يونيو/حزيران، أقر مجلس الأمن التابع للأمم المتحدة بالإجماع قرارًا يدين التفجيرات باعتبارها "محاولات اغتيال" واتهم إسرائيل بالفشل في "توفير الحماية الكافية للسكان المدنيين في الأراضي المحتلة". وامتنعت الولايات المتحدة عن التصويت على القرار. وردت الحكومة الإسرائيلية على ذلك باتهام مجلس الأمن بالرغبة في انسحاب إسرائيل من الضفة الغربية والفشل في إدانة الهجمات الإرهابية على الإسرائيليين. وفي اليوم نفسه الذي أصدرت فيه الحكومة ردها، وافقت أيضاً على خطط لتوسيع ثماني مستوطنات إسرائيلية في الضفة الغربية.
وفي أعقاب الإضراب العام في الضفة الغربية، دعا وزير الخارجية الأميركي إدموند موسكي إلى "أقصى درجات ضبط النفس"، قائلاً إن "الإرهاب غير مقبول لأي سبب من قبل أي طرف" وأن "هذا هو الوقت المناسب لتهدئة المشاعر ولتغلب العقل على العاطفة".

## العواقب
وفي أواخر يوليو/تموز 1980، حظرت حكومة الاحتلال الإسرائيلي عقد المزيد من اجتماعات لجنة التوجيه الوطني وأعلنت أن الانتخابات البلدية في الضفة الغربية سوف يتم تأجيلها إلى أجل غير مسمى، مدعية أن الانتخابات "ستتسبب في ضرر لعملية السلام". وستُعقد الانتخابات المحلية التالية في الضفة الغربية في عام 2004، تحت إشراف السلطة الفلسطينية.
كان خلف سيخضع للعلاج الطبي في الولايات المتحدة، وعاد إلى رام الله لأول مرة منذ التفجيرات في ديسمبر 1980، متعهداً "بزيادة جهودي لإقامة دولة فلسطينية برئاسة منظمة التحرير الفلسطينية". وكان الشكعة سيخضع للعلاج الطبي في الأردن، بعد رفضه عرضاً من الحكومة الإسرائيلية للعلاج في إسرائيل. وعاد إلى نابلس في يناير 1981.
عفا الرئيس الإسرائيلي حاييم هرتسوغ عن إيرا رابابورت وأُطلق سراحه من السجن في عام 1988. اعتبارًا من أغسطس 2023، كان رابابورت لا يزال متورطًا في نشاط المستوطنين الإسرائيليين. لم يتم القبض على يوسي إندور مطلقًا، حيث ظل محميًا من قبل المستوطنين حتى فقدت السلطات الإسرائيلية اهتمامها بملاحقته. تم اعتقال ابنه، يحيئيل إندور، من قبل الشرطة الإسرائيلية في عام 2023 بعد إطلاق النار المميت على شاب فلسطيني يبلغ من العمر 19 عامًا.